# Fontaine-Étoupefour
Pour les articles homonymes, voir Fontaine.
Fontaine-Étoupefour est une commune française, située dans le département du Calvados en région Normandie, peuplée de 2 812 habitants.

## Géographie
La commune est à l'ouest de la plaine de Caen. Elle fait partie de l'unité urbaine de Caen au sens de l'Institut national de la statistique et des études économiques. Son bourg est à 7 km au nord-est d'Évrecy, à 9 km au sud-ouest de Caen, à 16 km à l'est de Tilly-sur-Seulles et à 18 km au nord-est de Villers-Bocage.
| Verson, Mouen (par un angle)                     | Verson              | Éterville |
| Baron-sur-Odon                                   | Fontaine-Étoupefour | Éterville |
| Baron-sur-Odon, Esquay-Notre-Dame (par un angle) | Vieux               | Maltot    |

### Hydrographie
La commune est située dans le bassin Seine-Normandie. Elle est drainée par l'Odon et le cours d'eau 01 du Rosel,,.
L'Odon, d'une longueur de 47 km, prend sa source dans la commune des Monts d'Aunay et se jette  dans l'Orne à Fleury-sur-Orne, après avoir traversé 20 communes. 

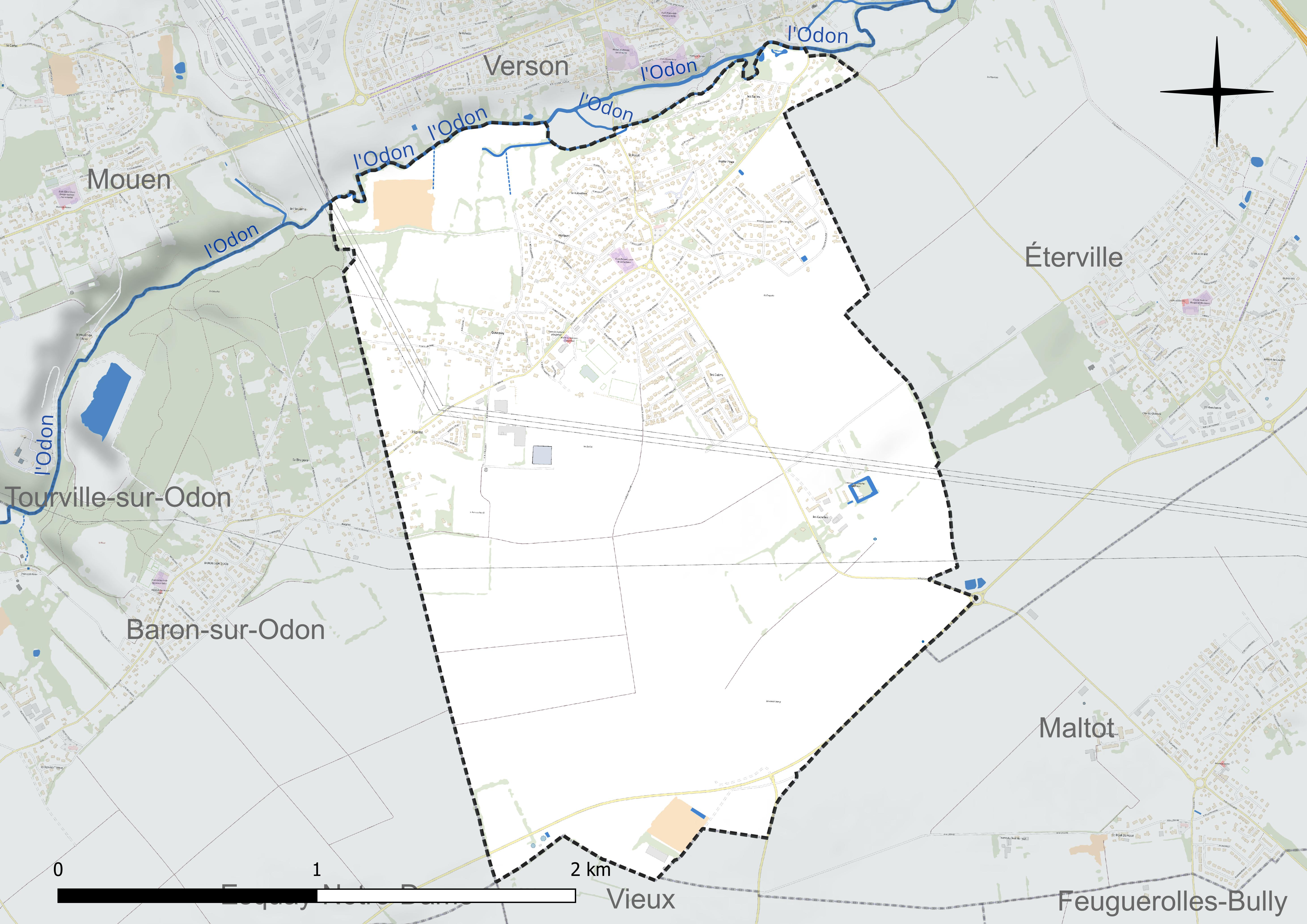
Réseau hydrographique de Fontaine-Étoupefour.

### Climat
Pour des articles plus généraux, voir Climat de la Normandie et Climat du Calvados.
En 2010, le climat de la commune est de type climat océanique altéré, selon une étude du CNRS s'appuyant sur une série de données couvrant la période 1971-2000. En 2020, Météo-France publie une typologie des climats de la France métropolitaine dans laquelle la commune est exposée à un climat océanique et est dans la région climatique  Normandie (Cotentin, Orne), caractérisée par une pluviométrie relativement élevée (850 mm/a) et un été frais (15,5 °C) et venté. Parallèlement le GIEC normand, un groupe régional d'experts sur le climat, différencie quant à lui, dans une étude de 2020, trois grands types de climats pour la région Normandie, nuancés à une échelle plus fine par les facteurs géographiques locaux. La commune est, selon ce zonage, exposée à un « climat des plateaux abrités », correspondant à la plaine agricole de Caen à Falaise, sous le vent des collines de Normandie et proche de la mer, se caractérisant par une pluviométrie et des contraintes thermiques modérées.
Pour la période 1971-2000, la température annuelle moyenne est de 10,6 °C, avec  une amplitude thermique annuelle de 12,1 °C. Le cumul annuel moyen de précipitations est de 751 mm, avec 12 jours de précipitations en janvier et 7,4 jours en juillet. Pour la période 1991-2020, la température moyenne annuelle observée sur la station météorologique la plus proche, située sur la commune de Carpiquet à 5 km à vol d'oiseau, est de 11,5 °C et le cumul annuel moyen de précipitations est de 740,3 mm,. Pour l'avenir, les paramètres climatiques de la commune estimés pour 2050 selon différents scénarios d'émission de gaz à effet de serre sont consultables sur un site dédié publié par Météo-France en novembre 2022.

## Urbanisme

### Typologie
Au 1er janvier 2024, Fontaine-Étoupefour est catégorisée ceinture urbaine, selon la nouvelle grille communale de densité à 7 niveaux définie par l'Insee en 2022.
Elle appartient à l'unité urbaine de Caen, une agglomération intra-départementale dont elle est une commune de la banlieue,. Par ailleurs la commune fait partie de l'aire d'attraction de Caen, dont elle est une commune de la couronne,. Cette aire, qui regroupe 296 communes, est catégorisée dans les aires de 200 000 à moins de 700 000 habitants,.

### Occupation des sols
L'occupation des sols de la commune, telle qu'elle ressort de la base de données européenne d'occupation biophysique des sols Corine Land Cover (CLC), est marquée par l'importance des territoires agricoles (77,4 % en 2018), en diminution par rapport à 1990 (83,9 %). La répartition détaillée en 2018 est la suivante : 
terres arables (66,6 %), zones urbanisées (22,3 %), prairies (10,7 %), forêts (0,3 %). L'évolution de l'occupation des sols de la commune et de ses infrastructures peut être observée sur les différentes représentations cartographiques du territoire : la carte de Cassini (XVIIIe siècle), la carte d'état-major (1820-1866) et les cartes ou photos aériennes de l'IGN pour la période actuelle (1950 à aujourd'hui).

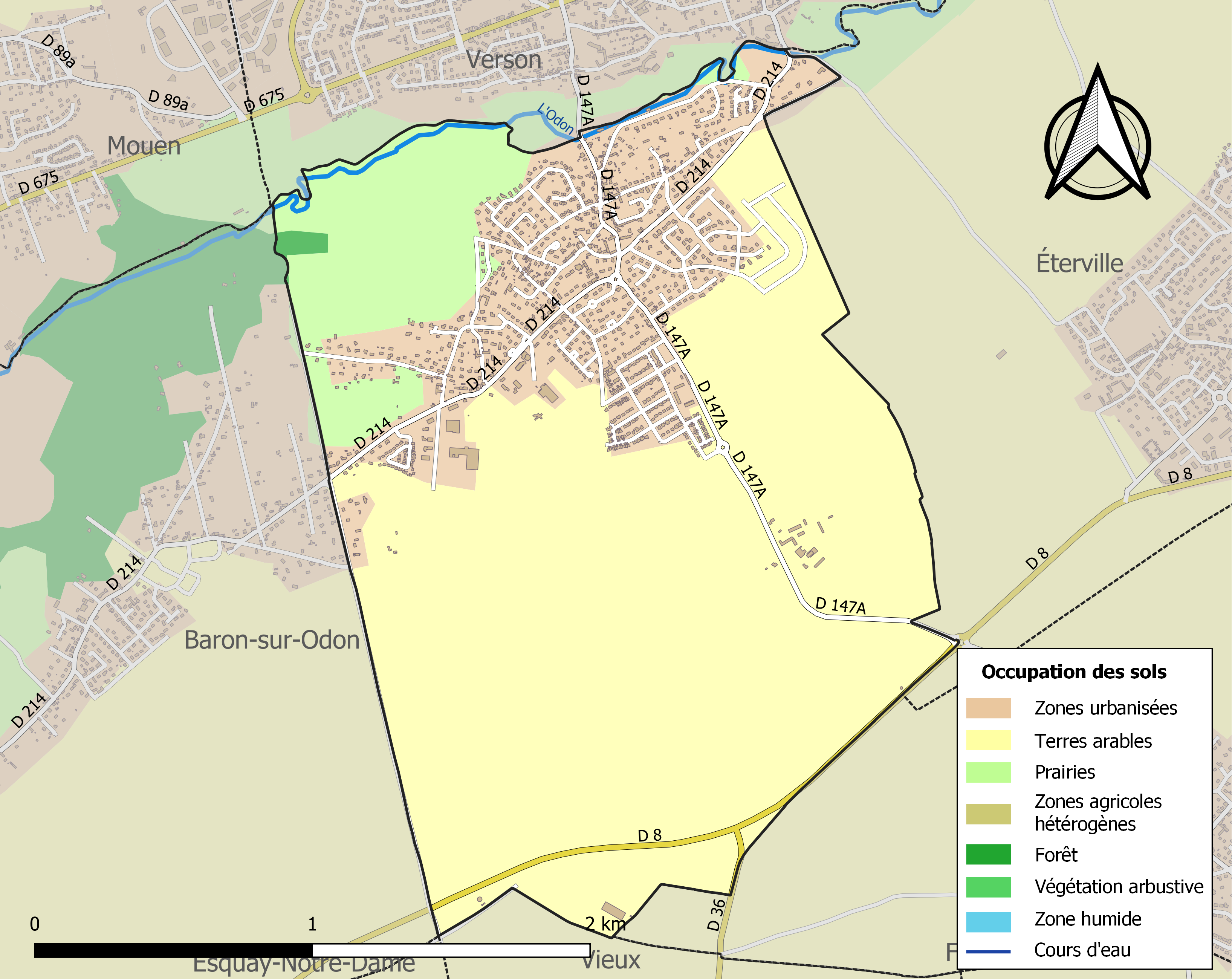
Carte des infrastructures et de l'occupation des sols de la commune en 2018 (CLC).

## Toponymie
Le nom de la localité est attesté sous la forme Fontana Estoupefour en 1154.
En toponymie, fontaine a souvent le sens de « source » issu du latin fons, mais René Lepelley lui donne ici son sens actuel sans justifier cette singularité.
Étoupefour serait un sobriquet construit à partir de l'ancien français estouper (« tromper » ou « fermer ») et de four.
Le gentilé est Stoupefontainois.

## Histoire
En 1944, lors de la bataille de Normandie, Fontaine-Étoupefour est libérée le 2 juillet au cours de l'opération Epsom. La commune devient alors le théâtre des combats de l'opération Jupiter destinée à conquérir la cote 112, située entre Orne et Odon, entre Fontaine-Étoupefour, Baron-sur-Odon, Esquay-Notre-Dame, Vieux et Maltot.

## Politique et administration
| Période                                  | Période          | Identité       | Étiquette | Qualité |
| ---------------------------------------- | ---------------- | -------------- | --------- | --- |
| Les données manquantes sont à compléter. |                  |                |           | |
| ?                                        | mai 1953         | André Cagniard |           | |
| mai 1953                                 | mai 1975 (décès) | Jules Quesnel  |           | Maître d'œuvre Président du Syndicat intercommunal du Grand Odon Réélu en 1959, 1965 et 1971                                    |
| juillet 1975                             | juin 1995        | Henri Dagorn   |           | Réélu en 1977, 1983 et 1989 |
| juin 1995                                | En cours         | Bernard Énault | SE        | Chargé d'affaires en bâtiment Président de la CC Vallées de l'Orne et de l'Odon (2017 → 2020) Réélu en 2001, 2008, 2014 et 2020 |

Le conseil municipal est composé de dix-neuf membres dont le maire et cinq adjoints.

## Démographie
L'évolution du nombre d'habitants est connue à travers les recensements de la population effectués dans la commune depuis 1793. Pour les communes de moins de 10 000 habitants, une enquête de recensement portant sur toute la population est réalisée tous les cinq ans, les populations de référence des années intermédiaires étant quant à elles estimées par interpolation ou extrapolation. Pour la commune, le premier recensement exhaustif entrant dans le cadre du nouveau dispositif a été réalisé en 2006.
En 2022, la commune comptait 2 812 habitants, en évolution de +22,42 % par rapport à 2016 (Calvados : +1,58 %, France hors Mayotte : +2,11 %).
| 1793 | 1800 | 1806 | 1821 | 1831 | 1836 | 1841 | 1846 | 1851 |
| ---- | ---- | ---- | ---- | ---- | ---- | ---- | ---- | ---- |
| 491  | 490  | 642  | 591  | 662  | 668  | 666  | 640  | 662  |

| 1856 | 1861 | 1866 | 1872 | 1876 | 1881 | 1886 | 1891 | 1896 |
| ---- | ---- | ---- | ---- | ---- | ---- | ---- | ---- | ---- |
| 631  | 628  | 604  | 526  | 530  | 517  | 468  | 461  | 426  |

| 1901 | 1906 | 1911 | 1921 | 1926 | 1931 | 1936 | 1946 | 1954 |
| ---- | ---- | ---- | ---- | ---- | ---- | ---- | ---- | ---- |
| 404  | 406  | 337  | 290  | 283  | 284  | 286  | 301  | 359  |

| 1962 | 1968 | 1975 | 1982  | 1990  | 1999  | 2006  | 2011  | 2016  |
| ---- | ---- | ---- | ----- | ----- | ----- | ----- | ----- | ----- |
| 465  | 590  | 960  | 1 152 | 1 627 | 1 676 | 1 897 | 1 949 | 2 297 |

| 2021  | 2022  | - | - | - | - | - | - | - |
| ----- | ----- | - | - | - | - | - | - | - |
| 2 747 | 2 812 | - | - | - | - | - | - | - |

## Lieux et monuments
- Château de Fontaine du XVe siècle, classé Monument historique[30].
- Église Saint-Pierre du XIIe siècle, inscrite aux Monuments historiques[31].
- Lavoir rue de Gournay[32].

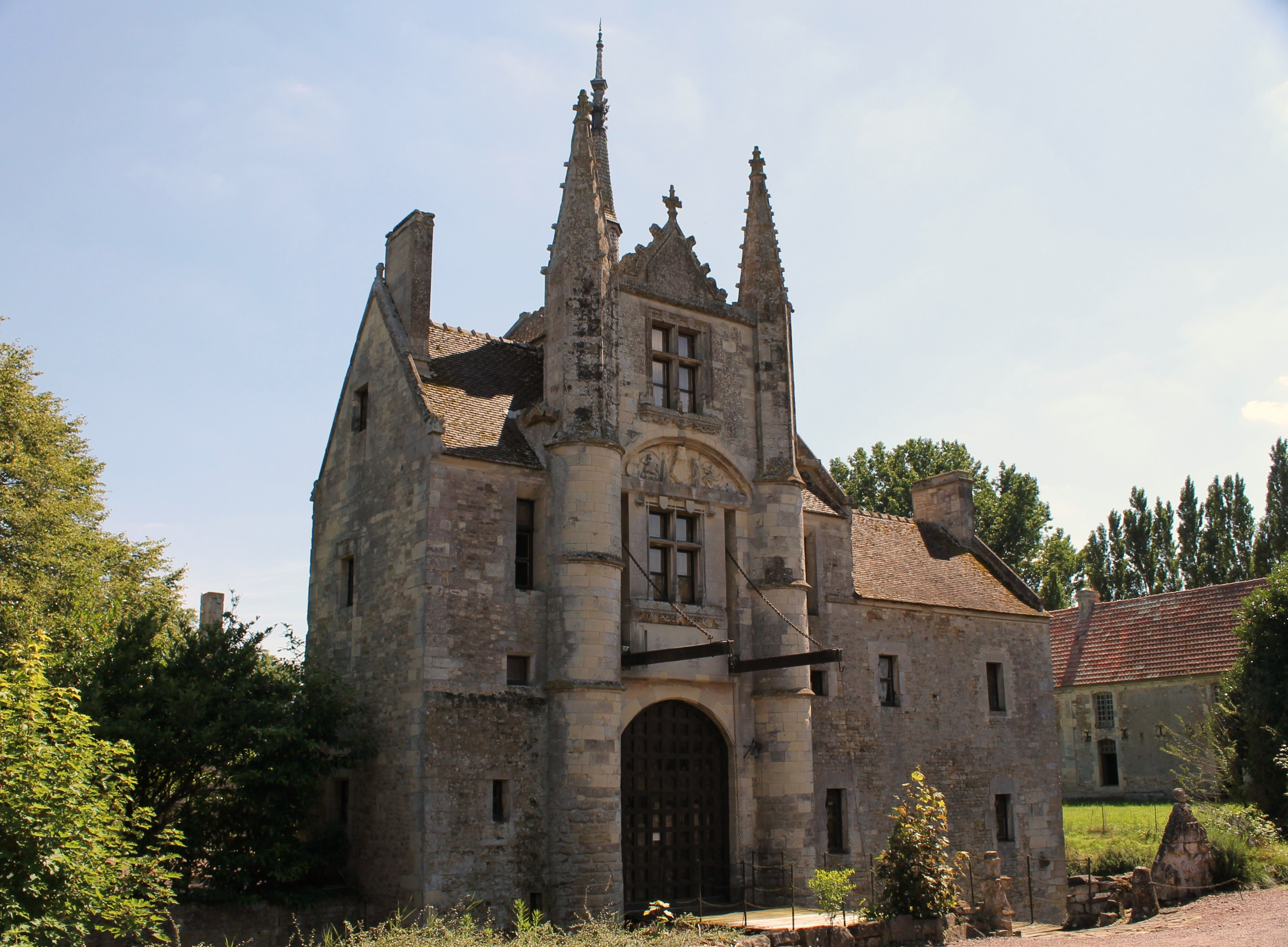
Le château.
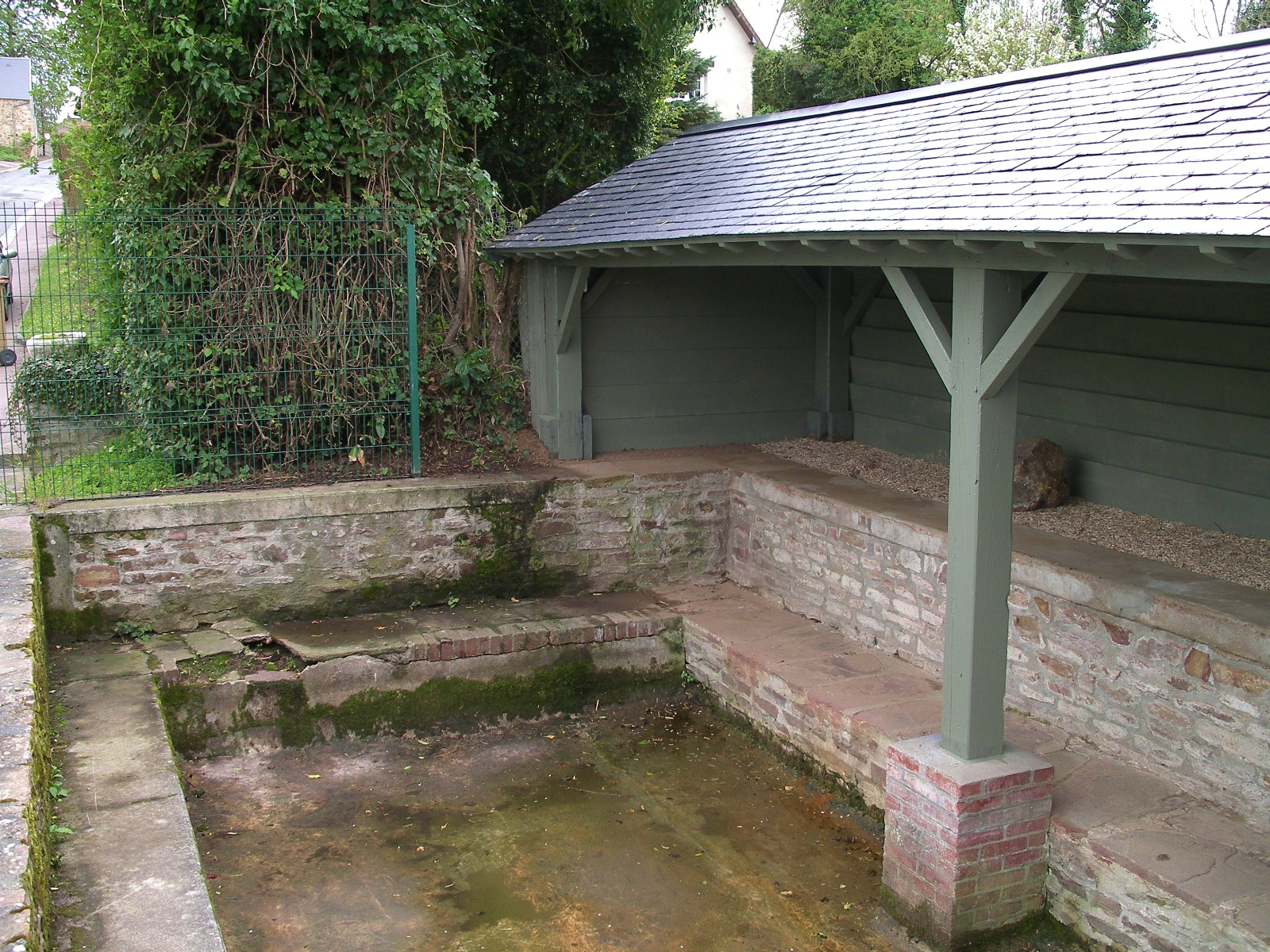
Le lavoir.

## Activité et manifestations

### Sports
Le Football Club de Fontaine-Étoupefour a fait évoluer jusqu'en 2015 deux équipes de football en divisions de district. La commune fait maintenant partie du groupement Inter Odon FC qui regroupe les anciennes équipes des communes de la communauté de communes Évrecy-Orne-Odon, soit dix-neuf communes, avec notamment les ex-équipes de Vieux et Évrecy et du FC Orne et Odon.

## Personnalités liées à la commune
- Antoine Lepeltier, (1933 à Fontaine-Étoupefour-1998), homme politique.